# Abu (Münze)
Als Abu (arabisch أبو, DMG Abū ‚Vater‘ im Status constructus; übertragen: „der mit...“) werden europäische  Münzen bezeichnet, die durch den Levantehandel in den arabischen Sprachraum und dort in den Umlauf gelangten.
Die Beinamen der Münzen betreffen dabei meist das Münzbild. So wurde der Maria-Theresien-Taler Abu Kush („Vater des Vogels“, d. h. der mit dem Vogel) oder Abu Noukte („Vater der Perlen“; der mit den Perlen) genannt, da ein Adler bzw. Perlen auf dem Diadem der Kaiserin zu sehen waren. Der niederländische Löwentaler wurde Abu Kelb („Vater des Hundes“; der mit dem Hund) genannt, das spanische Acht-Reales-Stück mit vierfeldigem Wappenschild Abu Taka („Vater des Fensters“; der mit dem Fenster).
| Münze                 | Name       | korrekte Transkription | Deutsch                                 | arabisch |
| --------------------- | ---------- | ---------------------- | --------------------------------------- | -------- |
| Maria-Theresien-Taler | Abu Kush   | Abū Kūsch              | Vater des Vogels; der mit dem Vogel     | أبو كوش  |
| Maria-Theresien-Taler | Abu Noukte | Abū Nuqta              | Vater der Perle; der mit der Perle      | أبو نقطة |
| Löwentaler            | Abu Kelb   | Abū Kalb               | Vater des Hundes; der mit dem Hund      | أبو كلب  |
| Acht Reales           | Abu Taka   | Abū Tāqa               | Vater des Fensters; der mit dem Fenster | أبو طاقة |